# ポンド危機
ポンド危機（ポンドきき、英: pound crisis）とは、1992年9月16日（水曜日）にイギリスの通貨であるポンドの為替レートが急落し、翌日に英国が欧州為替相場メカニズム(ERM)を離脱した一連の出来事である。ブラック・ウェンズデー（暗黒の水曜日）、もしくは逆にホワイト・ウェンズデー（白い水曜日）とも呼ばれる。

## 背景
もともとポンドは世界の基軸通貨であったが、第二次世界大戦後その地位は失われた。また、イギリス経済はストップゴー政策と呼ばれる経済政策の迷走の結果、英国病といわれるほどの経済的低迷状態にあった。
イギリスの経常収支は1960年代から北海油田の採掘が始まり、1980年代には純原油輸出国であったことから原油価格高騰時は黒字であったが、基本的に赤字基調となりつつあった。そのなかで、EC（欧州共同体）では域内通貨の統合に向けて域内通貨間の為替レートを事実上固定する「EMS」（欧州通貨制度）と「ERM」（欧州為替相場メカニズム）を進めていた。
マーガレット・サッチャーはERM加盟には反対だった。サッチャー自身は、(資本移動が自由な場合に)独自の金融政策と為替レート目標とが両立し得ないことを理解していた(国際金融のトリレンマ)。
また、サッチャーは、英国の主な金融政策が英国財務省等ではなくドイツ連邦銀行によって決められる制度を採用すべきではないと考えていた。
サッチャーの経済顧問アラン・ウォルターズは、もし英国がERMに参加すればスターリング・ポンドへの投機攻撃の圧力は高まるだろうと考えており、ERM加入には反対の立場だった。
だが最終的にサッチャー政権は1990年にERM加入を決定した。

## 経緯

### 発端
サッチャー政権後期のイギリスでは、拡張的金融政策のおかげでイギリスの失業率は改善傾向に向かっていた。しかし、イギリスが「ERM」（欧州為替相場メカニズム）に参加すると、イギリス経済は再び悪化し、1992年には10%近くまで失業率が上昇した。その後、イギリスの景気はさらに悪くなり、会社の倒産件数は(1931年以降)記録的なものとなった。
そしてウォルターズの予想通り、イギリスのポンドは為替市場で投機攻撃の対象となった。1990年10月に東西ドイツが統一されて以来、旧西ドイツ政府による旧東ドイツへの投資が増加し、欧州の金利は高い水準に推移していた。高めの金利は欧州通貨の増価をもたらした。ERMによって欧州通貨と連動したイギリスのポンドは次第に過大評価されていくことになり、持続可能性を喪失していった。また、イギリスがERMに留まるにはイギリスの中央銀行は政策金利を上げざるを得なかった。
しかし、高金利は英国経済を害した。ルールに反し、ドイツ連邦銀行はポンド防衛にまわらなかった。ここで英国人達の欧州懐疑論が深く心理に残るものになった。
これに目をつけたのがクォンタム・ヘッジファンドを率いるジョージ・ソロスであった。ソロスは「相場は必ず間違っている」が持論であり、このときもポンド相場が実勢に合わないほど高止まりしていると考えた。そして、ポンドを為替市場で大量に売り、その後、ポンドが安くなったところで再びポンドを買い戻すという取引を実行することにした。
その時の支配的な意見は英国はERMに留まるべきというものだった。当時の首相ジョン・メージャーはERM加入は誤りだったと認めようとせず、ERM離脱は英国の未来への裏切りだと述べた。

### 展開
1992年9月になり、投機筋・ヘッジファンドによるポンド売りは激しさを増した。
9月15日には、激しいポンド売りによりポンドの価格はますます下がり、変動制限ライン（上下2.25%）を超えた。
9月16日には、イングランド銀行がポンド買いの市場介入を行い、それに加えて、公定歩合を10%から12%へ引き上げ、さらにその日のうちにもう一度、金利を引き上げて15%とした。国の中央銀行が1日で公定歩合の金利の引き上げを2回も実施するのは、異例のことであった。しかし、それでも為替市場では、ポンドの売りは止まらず、ポンドはさらに下落した。事実上のERM脱退のきっかけとなったこの為替市場でのポンドの大波乱は、「ブラック・ウェンズデー（暗黒の水曜日）」と呼ばれている。
9月17日、イギリスポンドは正式にERMを脱退し、変動相場制へ移行した。

## ERM離脱以降
イギリスポンドはその後も1995年まで減価を続けた。
このポンドの大暴落で、ジョージ・ソロスの率いるヘッジファンドは10億〜20億ドル程度の利益を得たといわれる。
翌年の1993年には欧州各国に通貨危機が飛び火し、ERMは大幅な再編を迫られることとなった。1992年9月のERM離脱によりイングランド銀行および大蔵省は不名誉な敗北を喫した格好に見えた。
しかし、1992年の下半期からイギリス経済は他の西欧諸国に先がけて景気回復に向かい、1993〜1994年と順調な拡大を続けた。
その原動力になったのが1992年9月のERM離脱以降のイギリスの金融緩和による家計部門の耐久消費財支出の伸張であった。
ERM離脱以降、ポンドが主要国通貨に対して大幅に減価したことによりイギリス製品の価格競争力が高まったことなどからイギリスの海外への輸出は大きく拡大した。
1997年には、ヘッジファンドによる通貨空売りが、今度は東南アジアで発生しアジア通貨危機となった。
ERMはポンド危機による再編後、1999年には「統一通貨ユーロ」に新しく生まれ変わった。なお、イギリスはこのユーロに2019年現在も参加していないが、大陸欧州との通貨統合の試みにより不名誉をこうむったポンド危機の記憶と無関係ではない。ジョージ・ソロスの動機はヘッジファンドの収益を上げることであり英国を救うというものではなかったが、結果的に英国をユーロ圏の外に位置させることになった。

### 白い水曜日
黒い水曜日が起こり英国がERMから離脱した際に、その日は英国にとっての屈辱だと考えられていた。だが英国経済はそこから回復したのである。
ドイツマルクと為替レートを収斂させる必要がなくなり、金利はすぐに下がり、借入れコストは減少した。英国債の短期金利も危機以前は約10%台で変動していたが、約7%程度で推移するようになった。為替レートに関しても1992年には1米ドル約0.57ポンドだったものが翌年には約0.67ポンドまで減価した。
イギリスの失業率は1993年に約10%となって以降、着実に改善し、5年後には約6%にまで低下した。
実質経済成長率も1991年にはマイナス、1992年には約0%であったが、翌年には2%台にまで上昇した。その後も少なくとも2%台の経済成長は続いた。つまり、ERM離脱によって英国経済は改善したことになる。ゆえに多くの経済学者がその日を「白い水曜日(White Wednesday)」と呼んでいるのである。

### 国家財政委員会報告
2005年に情報公開法（Freedom of Information Act）により明らかにされた報告によると、1997年の時点からの集計で損失は34億ポンド（実質33億ポンド）とされる。それまでの推定では130億から270億ポンドとされていた。1992年の8月と9月のトレード損失は8億ポンドと見積もられているが、この過程でポンドの減価が生じているため対外通貨建てでの損失（減価）は全ポンド所有者に拡散された。
フィナンシャルタイムズは政府が外貨売りポンド買いの市場介入を行わずに240億ドルの外貨準備高を維持したままこの危機を通過したなら、24億ポンドの利益が上がっただろうと報道した 。